# Dacosoma motasi
Dacosoma motasi är en mångfotingart som beskrevs av Ionel Grigore Tabacaru 1967. Dacosoma motasi ingår i släktet Dacosoma och familjen Anthroleucosomatidae. Inga underarter finns listade i Catalogue of Life.